# Thierry de Brimont
Pour les articles homonymes, voir Brimont (homonymie).
Thierry de Brimont, né le 24 août 1854  à Bourges et mort le 30 décembre 1936 à Courtomer, est un historien français.

## Biographie
Thierry Camille Ruinart de Brimont est le fils d'Étienne Sosthène Ruinart, vicomte de Brimont, et d'Henriette de Bengy. Il épouse Marie Thérèse Hubbard de Fingerlin, veuve de Fernand de Romanet de Beaune, fille de Jean Henri Othon Hubbard de Fingerlin et de Léonie de Laage de Bellefaye.

## Publications
- M. de Puységur et l’Église de Bourges pendant la Révolution (1789-1802)  - 1897, prix Marcelin Guérin de l'Académie française
- Le XVIe siècle et les guerres de la Réforme en Berry  - 1906, prix Thérouanne de l'Académie française
- Le cardinal de La Rochefoucauld et l'ambassade de Rome de 1743 à 1748 - 1913
- L'ambassade de Rome de 1743 à 1748